# Camelus thomasi
Il cammello di Thomas (Camelus thomasi) è un mammifero artiodattilo estinto, appartenente ai camelidi. Visse nel Pleistocene inferiore (circa 1,2 - 0,9 milioni di anni fa) e i suoi resti fossili sono stati ritrovati in Nordafrica. 

## Descrizione
Questo animale doveva essere molto simile ai cammelli e ai dromedari attuali, anche se non è chiaro se possedesse una o due gobbe. I fossili mostrano che Camelus thomasi doveva possedere uno scheletro generalmente più robusto di entrambe le specie attuali; nella mandibola, in particolare, era particolarmente visibile la pachiostosi (ispessimento osseo). Rispetto alle forme attuali, inoltre, Camelus thomasi era di taglia leggermente maggiore, e possedeva molari più larghi con stili molto sviluppati. Erano inoltre presenti alcune caratteristiche craniche distinte. 

## Classificazione
Camelus thomasi venne descritto per la prima volta da Pomel nel 1893, sulla base di resti fossili ritrovati in terreni del Pleistocene inferiore dell'Algeria, in una zona nota come Tighennif (Ternifine). Altri fossili attribuiti a questa specie sono stati in seguito rinvenuti in Egitto. Altri fossili ascrivibili a una specie simile (originariamente descritta come Camelus cf. thomasi e poi attribuita alla nuova specie Camelus moreli), di dimensioni maggiori, sono stati ritrovati in Siria in terreni del Pleistocene medio.
Camelus thomasi è sicuramente un appartenente al genere Camelus, ma non sembra essere particolarmente vicino filogeneticamente a nessuna delle due specie attuali, e non vi sono prove per considerare questa specie come un antenato dell'odierno dromedario (Martini e Geraads, 2018).